# スケート靴

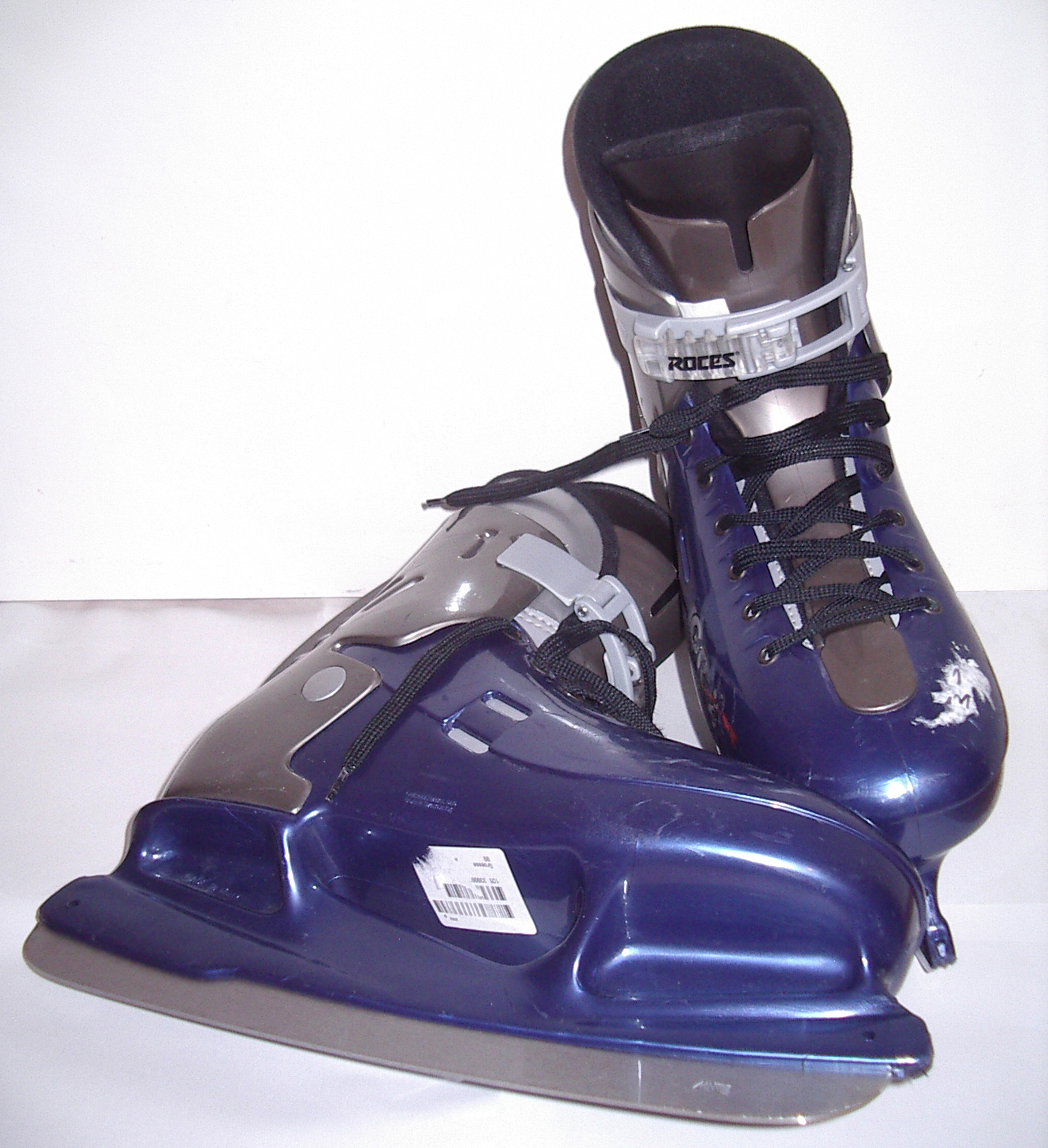
スケート靴（アイスホッケー用）

スケート靴（スケートぐつ）とは、氷上を滑走（スケート）する際に着用する履物で、ブーツ状の靴（アッパー）と、靴底につけられたブレード、その両者をつなぐソールからなる。ブレードが氷に接する面をとくにエッジと呼ぶ。

## 歴史

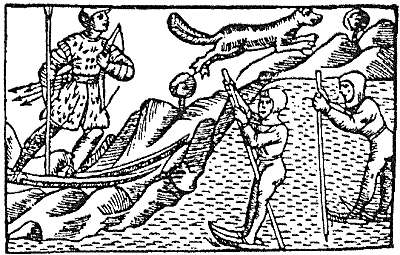
オラウス・マグヌス『北方民族文化誌』

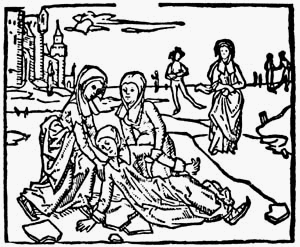
スケートで転倒する聖リドヴィナ

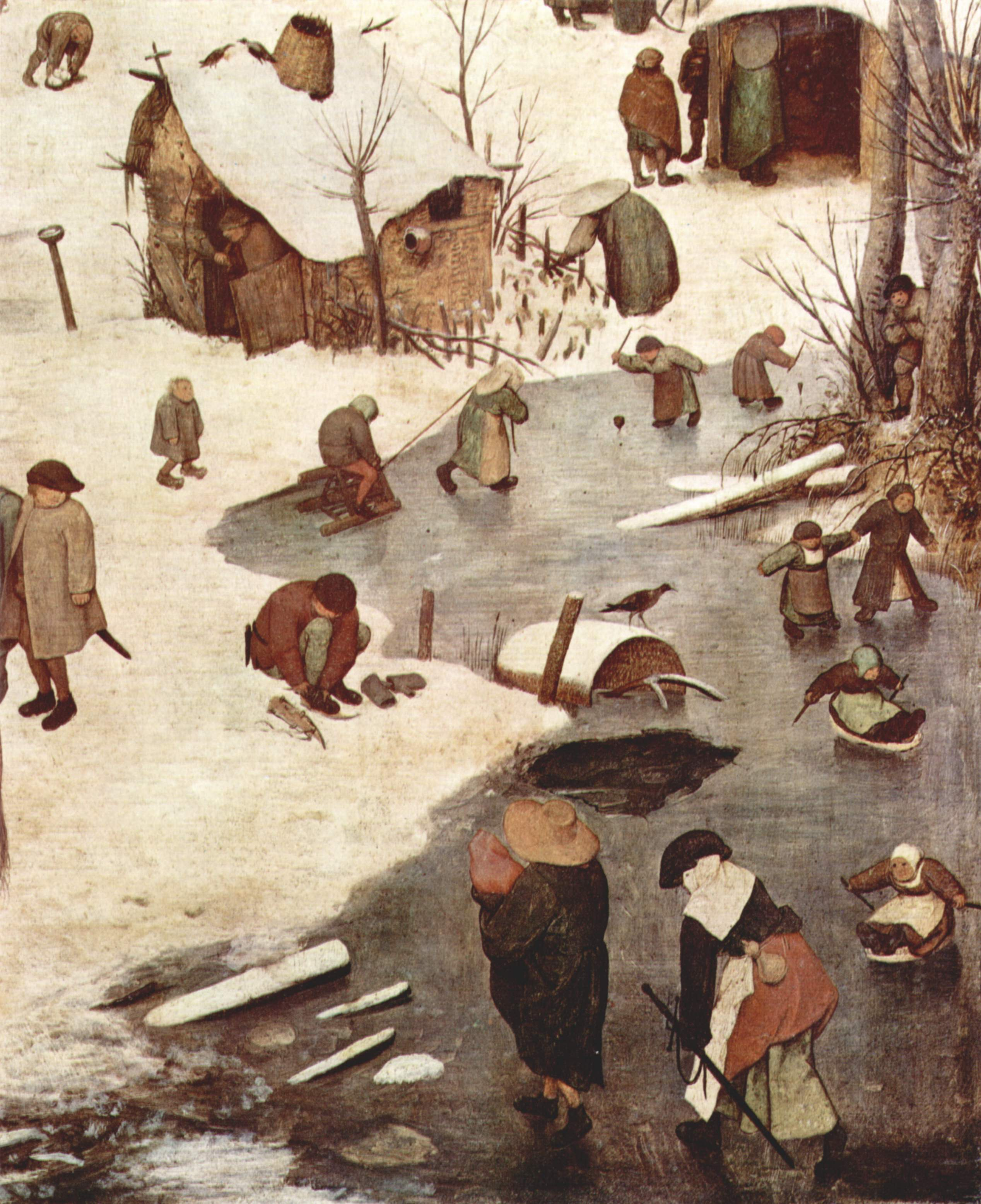
ブリューゲル『ベツレヘムの人口調査』（部分、1566年、ベルギー王立美術館蔵）

### 骨のスケート靴
先史時代のスカンジナビア半島の遺跡からは、スケート用に加工された動物の骨が発掘されている。とくによく使われたのがまずウマ、次いでウシ、そのほかエルクやアカシカ、ヒツジなどの橈骨や脛骨の部分である。
これらの骨は削られ、穴があいているものもあり、おそらく紐状のもので履物に縛りつけて用いられたと考えられている。同様のものはロシアやドイツ、イギリス、フランス、スイス、スロバキアなどヨーロッパ各地で見つかっている。シベリアではセイウチの歯を加工していた例もある。
中世においてもヨーロッパではこのような骨製の用具が使われていた。12世紀イギリスのカンタベリー大司教、トマス・ベケットの書記だったウィリアム・フィッツスティーヴン（William Fitzstephen）は、当時のロンドンでは冬にテムズ川に注ぐ水路の水が凍ると、若者たちが動物の脛骨を使い、氷上を滑って楽しんでいたと記録している。彼らはストックを手に氷の表面を突いて滑走し、時には互いに向かい合って打ち合うゲームもしていた。 実際に12世紀のロンドンの土層からは骨製のスケートが見つかっている。

### 木のスケート靴
14世紀のオランダでは骨に代わって木がスケート靴に使われるようになる。これには9世紀に北欧からヴァイキングがオランダにもたらしたという説もあり、1555年にオラウス・マグヌスが著した『北方民族文化誌』にも、ストック状のものを舵取りに使い、スケート靴というよりは短いスキー板に近い道具を使って滑走する極北地方の人々を描いた木版画がある。
オランダの聖女リドヴィナはスケート中に転倒したのがきっかけで病床に伏すことになったと伝えられている。これは14世紀のオランダで大衆の娯楽として、また女性の間にもスケートが普及していたことを示すもので、15世紀の木版画では先の尖ったスケート靴をはいた姿でその様子が描かれている。
16世紀フランドルの画家ピーテル・ブリューゲルは、冬の風景をテーマとした一連の作品の中にスケートをする人々を描いている。『ベツレヘムの人口調査』（1566年）では、子どもたちがソリ遊びをする凍った川の岸辺で、スケート靴をはくためにしゃがみこんでいる人物の姿を見ることができる。この絵に描かれたスケートは、板状のものを金具で補強し、先端は細く尖って上を向いている。この人物はその板の上に自分の足を靴をはいたまま載せて、紐で足を固定している。
また、中国には竹を使ったスケート靴があった。

### 鉄のスケート靴

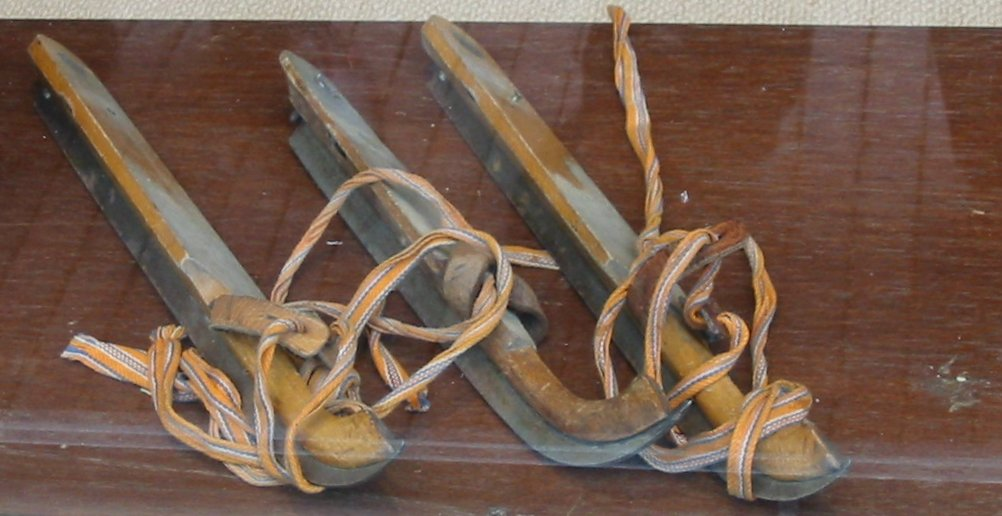
オランダのスケート靴

時代が下り、木のスケートから鉄材（ステンレス）ブレードを備えたスケートへ進化した。最初の頃の鉄のスケート靴は、現在のエッジだけの粗末なものである。市販で売られているエッジに紐を結んでその上に靴を載せて結んで滑ると、鉄のスケートになる。かかとや爪先は、多少固定できるように囲いがあったが、形状は似ている。木のスケート靴と比べれば、「割れない性質」へ改善された。しかし、木のスケート靴よりも足首を痛めやすく、怪我をする割合も高かった。靴とエッジが組み合わさったのは、鉄のスケート靴ができてからである（エッジの誕生）。それまでは、エッジをスケート靴（スケート板）と称していたと伝えられている。

### 下駄スケートと雪スケート
日本におけるスケートの発祥については諸説あるが、おおむね以下のものが知られている。
- 1792年 - 根室、アダム・ラクスマン（ロシア）[4][5]
- 1861年 - 函館、トーマス・ブラキストン（イギリス）
- 1877年 - 札幌、ウィリアム・ブルックス（アメリカ）[6]

1891年には新渡戸稲造がアメリカから札幌農学校へ3足のスケートを持ち帰っている。
幕末期には下駄に竹や鉄を取り付けたソリ状の滑り下駄があったが、これに対して海外から新たにもたらされたスケートに影響を受け、下駄に金属製のブレードを組み合わせた下駄スケートが作られた。1908年には諏訪湖で下駄スケートによるスピードスケートの大会が開催されている。 北海道では昭和30年代頃まで、金属製のブレードを長靴に革バンドで固定した雪スケートが子どもたちの冬の玩具として人気があった。機械スケート、ガチャスケートなどとも呼ばれた。（注：雪スケートといっても、氷の上でも利用され、長靴の他、スキー靴にも固定されて使われた。発展したタイプのものは、靴の大きさに合わせて寸法調整が可能で、調整用に柱時計のゼンマイ巻きの道具に似たものが付属していた）

## 種類

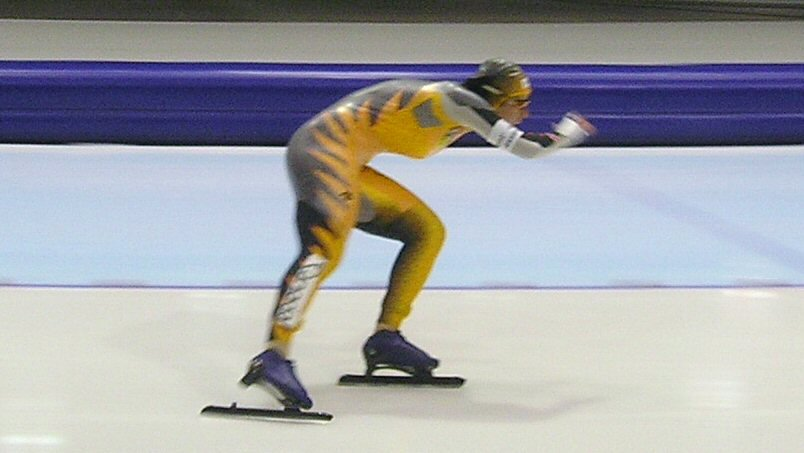
スラップスケートで滑走するスピードスケート選手

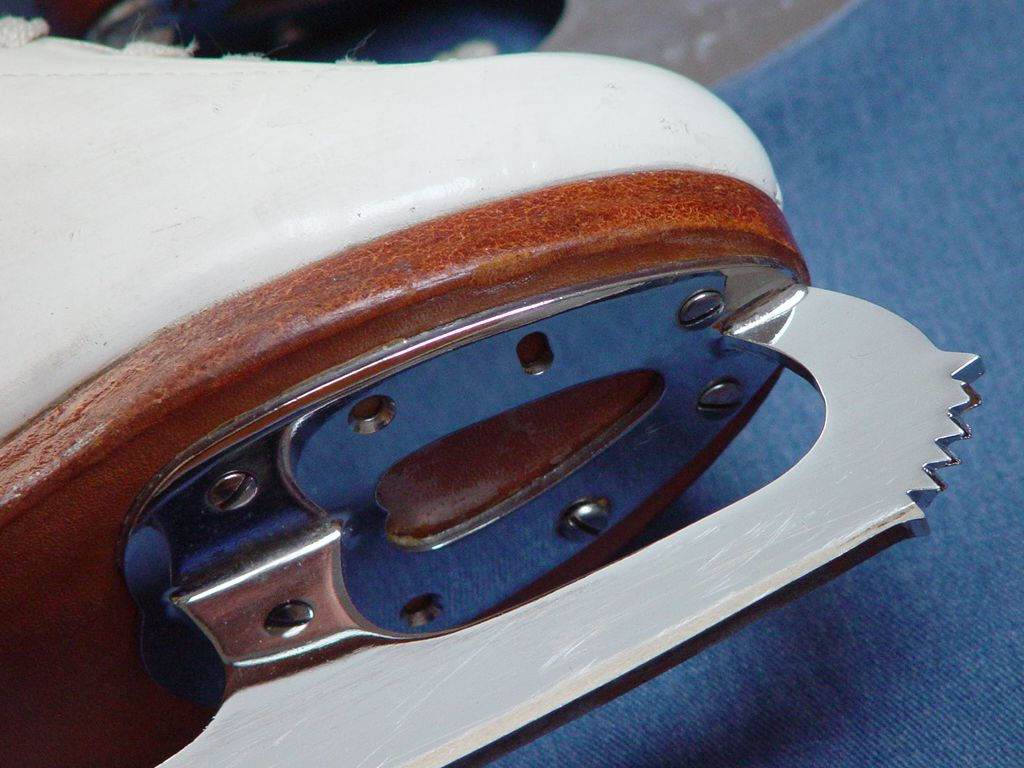
フィギュアスケートのトウピック

スケート靴はその用途によってさまざまな種類がある。
スピードスケート用
スピードスケート用のスケート靴のブレードは靴のサイズより前後とも長く、まっすぐである。エッジも最も薄く、靴の部分も小ぶりで軽く作られている。エッジに溝は入っていない。長野オリンピック以降、かかとの部分がブレードから離れ、より長く氷にエッジを載せられるスラップスケートが主流となっている。ショートトラック用では、急カーブに対応できるように靴の位置がスピードスケート用よりも高く、ブレードは短くなっている（スラップスケートは禁止されている）。
フィギュアスケート用
フィギュアスケート用のスケート靴のブレードは靴のサイズより後方がやや長くなっており、つま先側にトウピックが付いてかかと側は比較的まっすぐである。トウピック（トウ）とは、ブレード前側先端のギザギザした部分で、ジャンプの踏み切りの際などに用いられる。アイスダンス用のものはトウピックが小さい。エッジの溝は深く入っている。エッジに厚みがあり、足首が固定されるブーツ状で初心者にも扱いやすいため、しばしばスケートリンクでは一般滑走用の貸し靴として使われる。
アイスホッケー用
アイスホッケー用のスケート靴のブレードは靴のサイズとほぼ同じ長さで、プレー中の急速なターンに対応できるよう両端がやや上に向かって反った形をしている。エッジの溝はフィギュアスケートより浅く、また溝を付けない場合もある。GK用は全く構造が異なり、直線的な厚いブレードを持ちエッジには深い溝が入っている。いずれも防具を含めた体重と激しい衝撃にも耐えられるように全体的に堅牢な作りになっている。近年は軽量なプラスチック製のものも増えている。また近年ヨーロッパを中心に発展しつつあるアイスクロスでもアイスホッケー用のスケート靴が使われている。
ノルディックスケート用
ノルディックスケート用のスケート靴のブレードは靴のサイズよりも長く、まっすぐである。

### ギャラリー

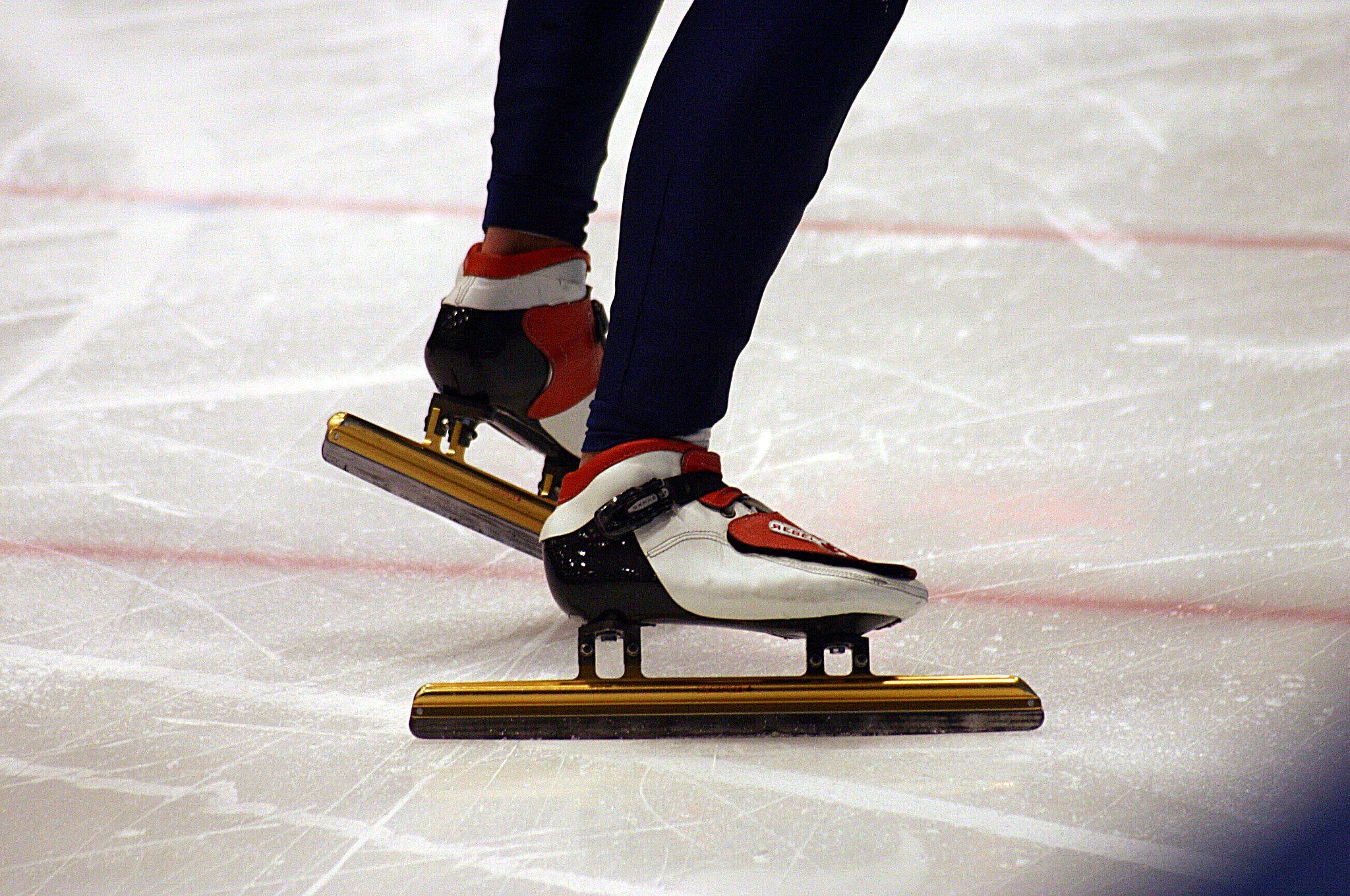
ショートトラック用
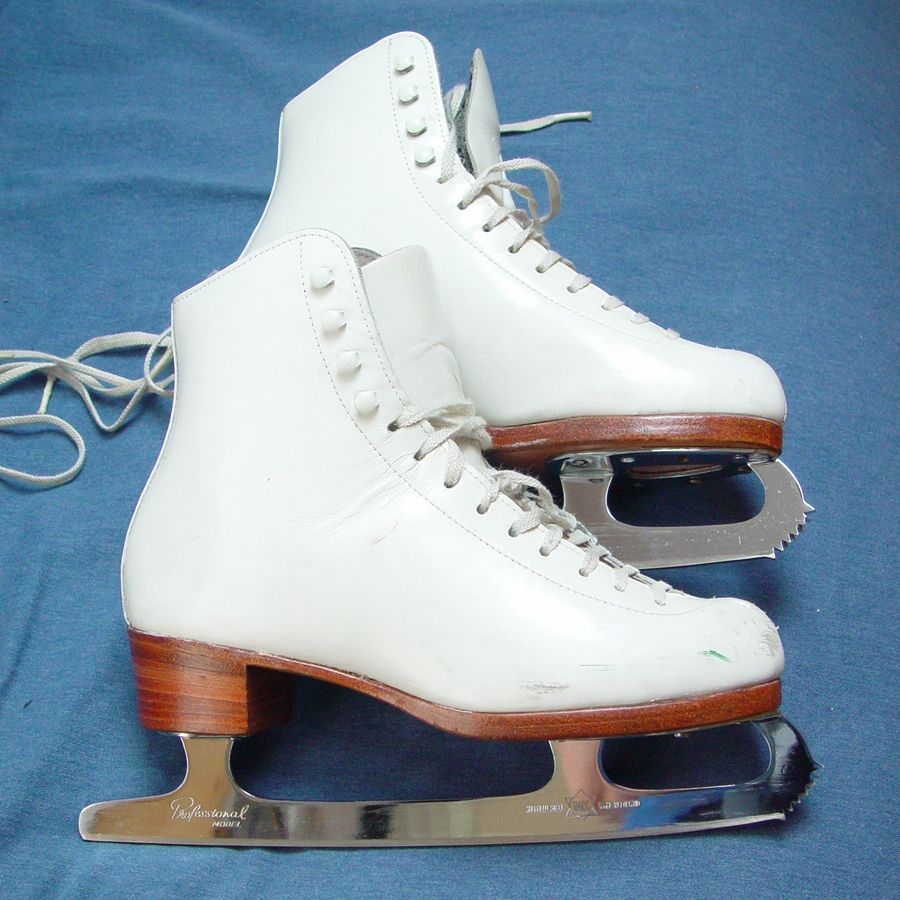
フィギュアスケート用
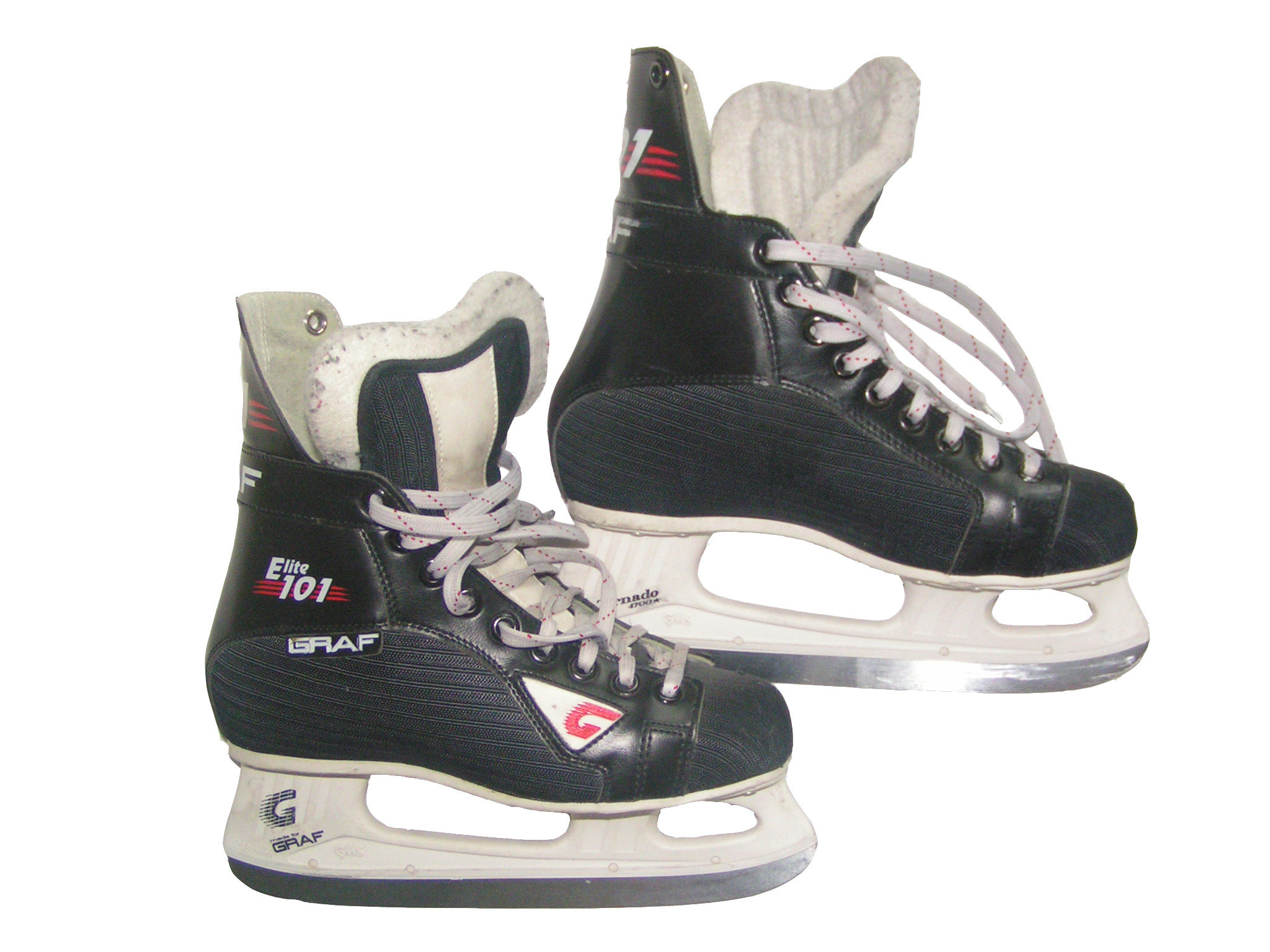
アイスホッケー用
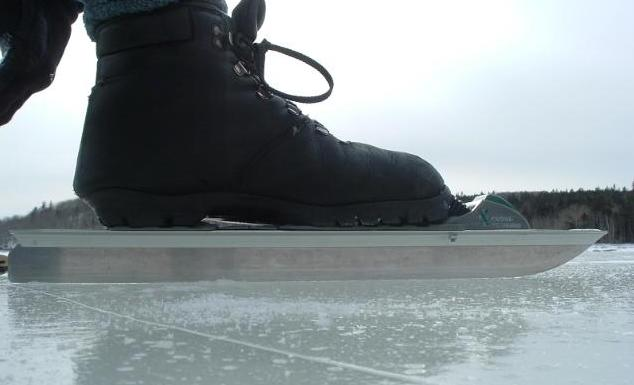
ノルディックスケート用

## 手入れと関連用品

### 手入れ
金属製のブレードは錆びやすく、またエッジが磨耗した場合には滑走に影響する。そのため、滑走後は乾いた布などでブレードについた水分をよく拭き取り、湿気のない場所で保管することが必要である。エッジが磨耗した際は研磨を行う。靴部分の革はクリームなどを塗って手入れする。
これらのメンテナンスも格安で対応するスケートリンクが多いが、専門の職人がいるスケートショップに依頼することが多い。特に細かな調整が必要なフィギュアスケートの選手は、拠点を遠方に移しても自分の気に入った職人に小包で送って調整を依頼する。

### 関連用品
エッジケース、エッジカバー
エッジの摩耗はスケート靴の性能を大きく低下させる。リンク外を歩行する際にはエッジを摩耗させるおそれがあるので硬い樹脂製のエッジケースを用いて保護する。ただし、先述のようにブレードは金属製で錆びやすく、水分が残った状態や結露が起こりやすい状態で樹脂製のエッジケースを付けて保管していると錆びを起こす。そのため、保管用には布製のエッジカバー（ブレードカバー）が用いられる。

## スケート靴が登場する作品
- メアリー・メイプス・ドッジ（石井桃子訳）『銀のスケート―ハンス・ブリンカーの物語』岩波書店、1988年 ISBN 4-00-112005-4

### 註
1. ↑  Küchelmann, Hans Christian; Zidarov, Petar (2003年8月). “Let's skate together!: Skating on bones in the past and today” (PDF) (英語). "From Hooves to Horns, from Mollusc to Mammoth Manufacture and Use of Bone Artefacts from Prehistoric Times to the Present", The Fourth Proceedings of the 4  Meeting of the ICAZ Worked Bone Research Group. 2007年6月14日閲覧。
2. ↑  Alsford, Stephen (2001-08-18 初版, 2006-04-05 最終更新). “A description of London by William Fitzstephen” (英語). Florilegium Urbanum. 2007年6月14日閲覧。
3. ↑  Museum of London. “Picture Library: Bone Skates (Reference no. 232)” (英語). 2007年6月14日閲覧。
4. ↑  根室市役所. “ロシア知識の流入口根室”. ラクスマンの根室来航. 2007年7月27日閲覧。
5. ↑  大学スケート研究会編『アイススケーティングの基礎』アイオーエム、1995年、p.14.
6. ↑  北海道企画振興部IT推進室情報政策課. “氷を滑る魔法の靴、スケート”. 北海道デジタル図鑑：100の物語. 2007年7月27日閲覧。
7. ↑  JOC (2006年2月16日). “諏訪湖から広まった下駄スケート”. オリンピック・メモリアルグッズ. 2007年6月14日閲覧。
8. ↑  HEART (2004年1月). “子どもたちの雪遊び：雪スケート”. 北海道人. 2007年7月27日閲覧。
9. ↑  佐藤信夫『フィギュアスケート入門』講談社、1985年、p.14.
10. ↑  大学スケート研究会編『アイススケーティングの基礎』アイオーエム、1995年、pp.16-17.
11. ↑  大修館書店編集部『最新スポーツルール百科2007』大修館書店、2007年、pp.302, 305, 308.
12. ↑  「エース支える研ぎの技 フィギュア･羽生選手←仙台の職人・吉田さん」河北新報 2014年2月8日